# Haueneberstein
Haueneberstein, mundartlich kurz „Eberschde“, ist ein Stadtteil nordwestlich von Baden-Baden am Rande des Schwarzwaldes.

## Geschichte
In der Gründungsurkunde des Klosters Lichtenthal wurde der Ort im März 1245 zum ersten Mal erwähnt.
Um 1283 kamen die Markgrafen von Baden in den Besitz der Siedlung. Über eine Kirche wurde 1348 berichtet. Schon 1433 wurde eine markgräfliche Erblehnmühle verliehen, die später ein Wasserrad von 9,10 m Durchmesser besaß. Französische Truppen zerstörten 1689 den Ort. Aus dem Wiederaufbau sind im alten Ortsbereich Ensemble alter Fachwerkhäuser mit Schlusssteinen in Bogenfeldern von Kellereingängen zu sehen.
Kleindenkmale, darunter viele Hochkreuze und Bildstöcke aus dem 18. und 19. Jahrhundert, zeugen von der Ortsgeschichte und der kulturellen Vergangenheit. Die katholische Barock-Kirche St. Bartholomäus wurde 1799 erbaut; im Inneren befinden sich ein Hochaltar von 1742 und zwei Seitenaltäre von 1744 sowie ein Taufstein aus der Zeit um 1500.
Das heutige Schulhaus stammt aus dem Jahr 1907.
Das aus gelblichem Sandstein 1889 im Neorenaissancestil errichtete Rathaus steht im Zentrum des alten Ortskerns. Vor der Eingemeindung am 1. Januar 1974 wurde das Dorf von verschiedenen Städten verwaltet.

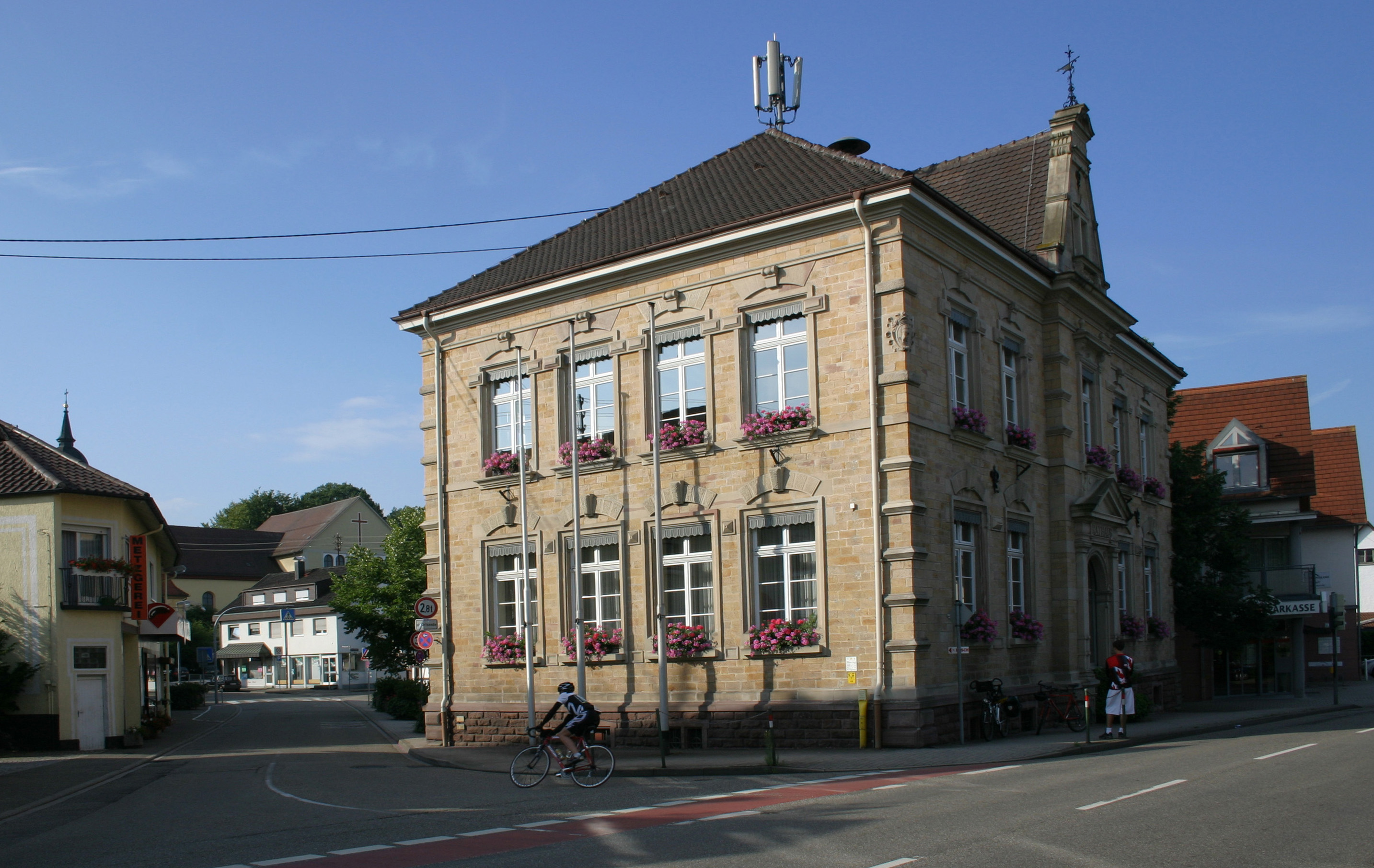
Rathaus

Der Ortsname geht auf Hafeneberstein (in Urkunden mit Schreibweise Haveneberstein) zurück. Das bedeutet, dass die ersten Dorfbewohner wohl Hafnerware herstellten, mit Blei glasiertes Steingut. Sie stammten vermutlich aus dem nahe gelegenen Ebersteinburg. Westlich des Orts lag der Landsee, der in der frühen Neuzeit trockengelegt wurde.
Bis in die 1930er Jahre lebten die Bewohner der 900 ha großen Gemarkung vorwiegend von der Landwirtschaft, Viehzucht und vom Handwerk. Ochsenkarren prägten damals das Straßenbild.
Nach 1945 erfuhr das Dorf einen wirtschaftlichen Aufschwung. In den neu geschaffenen Industriegebieten siedelten sich verschiedene Betriebe an. Mittelständische Firmen aus den Bereichen der Metallbe- und -verarbeitung, der Arzneimittelherstellung, des Druck- und Verlagswesens, aber auch Firmen des Handels-, Dienstleistungs- und Handwerksbereiches bieten heutzutage den Einwohnern Arbeitsplätze und zusätzliche Versorgung.

## Bürgermeister
- 1832–1838: Markus Walter
- 1838–1844: Egidius Zaum
- 1844–1852: Valentin Hirth
- 1853: Valentin Dietrich
- 1861: Reiß
- 1870–1873: Lazarus Jung
- 1873, März–Mai: Markus Reiß
- 1873–1875: Valentin Dietrich
- 1875–1878: David Böhler
- 1878–1890: Mathias Hertweck
- 1890–1908: Reinhard Schottmüller
- 1909–1911: Fridolin Göhrig
- 1911–1921: Berthold Melcher
- 1921–1933: Jakob Schottmüller
- 1933–1936: Adolf Riekenberg
- 1936–1937: Franz Kühn
- 1937–1943: Georg Walter
- 1943: Franz Kühn
- 1944–1945, März: Ludwig Kalkbrenner
- 1945, März–April: Franz Kühn
- 1945, April–Oktober: Wilhelm Reiß
- 1945–1946, November–März: Sebastian Vogel
- 1946, August–September: Hermann Hertweck
- 1946–1971, ab Oktober: Martin Schottmüller
- 1971–1974: Gerhard Lehmann[2]

## Kultur und Brauchtum

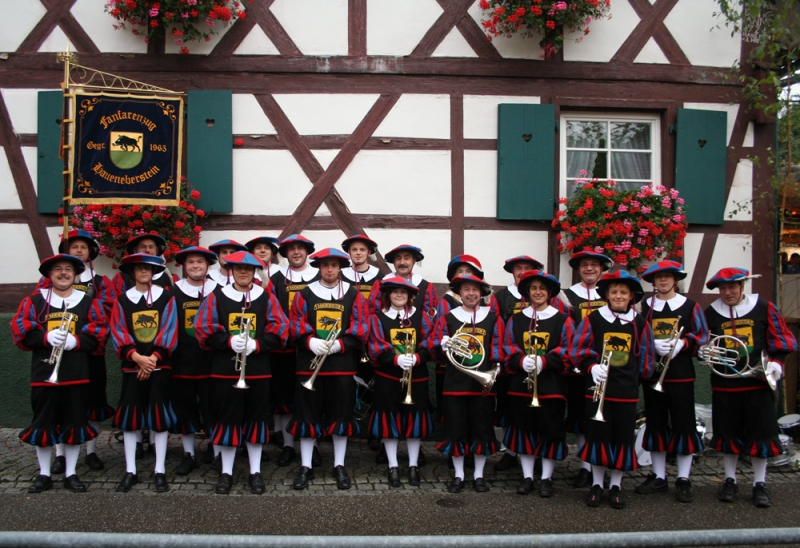
SCC-Fanfarenzug beim Eberbachfest 2010

Haueneberstein ist für seine Fastnachtstradition bekannt. Mit der Gründung des Schunkenbacher Carneval-Club im Jahr 1954 – Eintragung in das Vereinsregister erfolgte 1963 – wurde Haueneberstein in den 1950er und -60er Jahren ein Aushängeschild für die Durchführung großer Karnevalsumzüge. Diese Tradition findet heute ihre Fortsetzung in der Straßenfastnacht und den Prinzenbällen.
1998 gründete sich ein Hästrägerverein, Wildsäu vom Hungerberg e. V., dessen Maske ein aus Lindenholz geschnitzter Eberkopf mit angenähtem Wildsaufell ist. Er veranstaltet seither am Schmutzigen Donnerstag den alemannischen Nachtumzug, an dem Gruppen mit Hexen und Hästrägern aus ganz Baden teilnehmen.
Das Eberbachfest findet seit 1998 alle zwei Jahre statt. 12 örtliche Vereine sorgen links und rechts des Eberbaches für das zweitägige Festprogramm. Hofeinfahrten verwandeln sich zu Spielplätzen und Biergärten, Musikgruppen und der SCC-Fanfarenzug sorgen für die musikalische Unterhaltung.

## Sehenswürdigkeiten

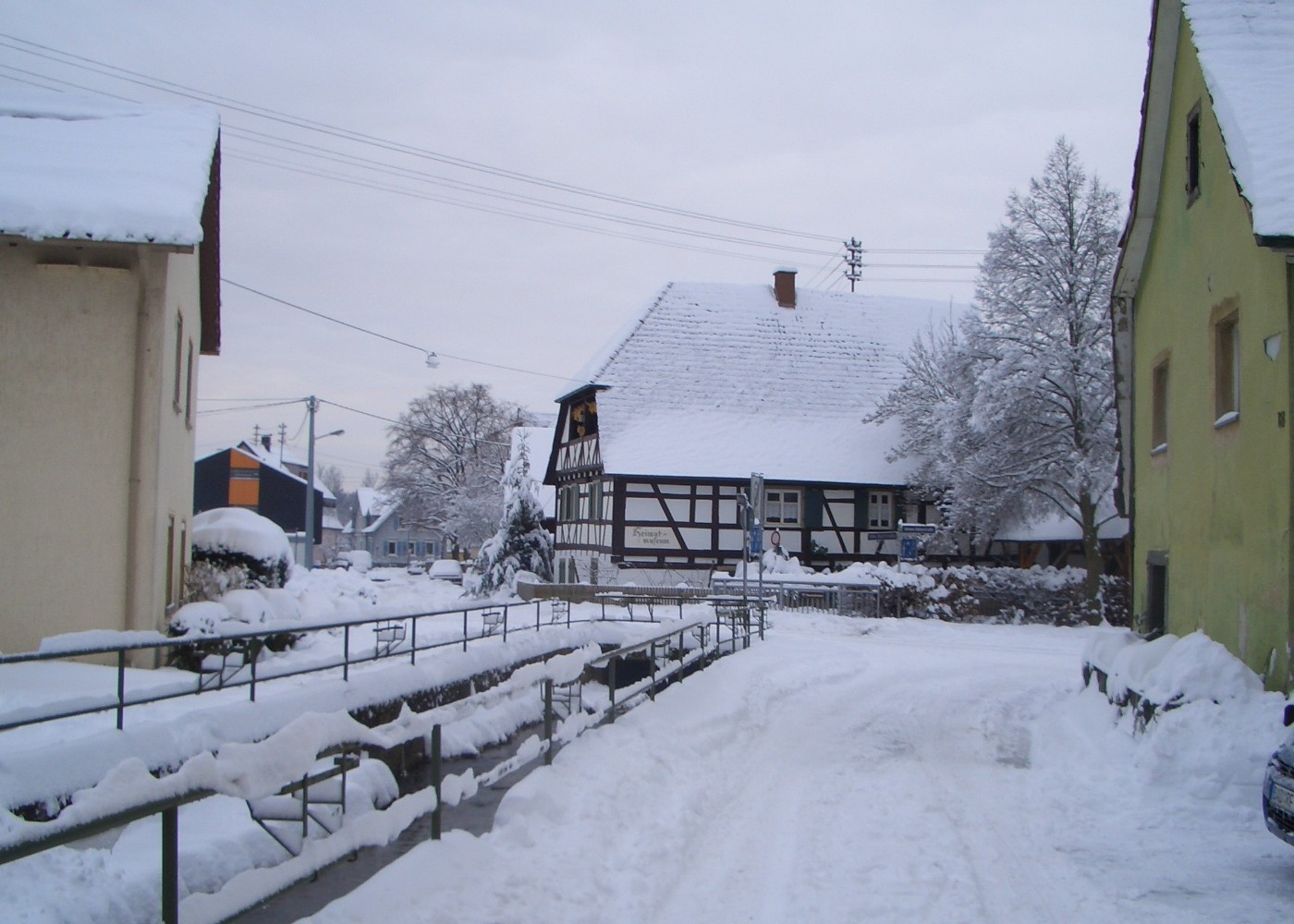
Untere Hafnerstraße mit Blick auf das Heimatmuseum

- Heimatmuseum
- Kath. Kirche St. Bartholomäus